# Balacra affinis
Balacra affinis là một loài bướm đêm thuộc phân họ Arctiinae, họ Erebidae.